# Caryonopera malgassica
Caryonopera malgassica là một loài bướm đêm trong họ Noctuidae.